# Villa romaine de Romeral
La villa romaine de Romeral est un site archéologique de la Rome antique situé dans la commune d' Albesa (comarque de Noguera), dans la province de Lérida en Catalogne,.
La villa romaine, datant entre les IVe et Ve siècles, a été découverte par hasard en 1961 lors des travaux d'un système d'irrigation dans une ferme d'aridoculture. Ces travaux ont mis au jour quelques fragments de mosaïques et les fondations de la villa. Le site est declaré Bien culturel d'intérêt national.

## Localisation
La villa est située à 4 km  au nord-ouest du centre urbain d'Albesa, sur une terrasse alluviale de la rive gauche de la rivière Noguera Ribagorzana.

## Archéologie
La villa a fait l'objet de plusieurs interventions archéologiques dans les années soixante, face à la nécessité de préserver les mosaïques exceptionnelles qu'elle contenait d'une éventuelle destruction. Elle n'a jamais été fouillée dans le cadre d'un projet de recherche global et, par conséquent, les connaissances sur son organisation architecturale et fonctionnelle ainsi que sur son évolution étaient très limitées.
Les interventions archéologiques actuelles, commencées en 1995, visent à évaluer l'état de conservation et les caractéristiques de la villa comme étape préliminaire au développement d'un programme complet de recherche et de muséification.
Certaines mosaïques ont été retirées de la villa et transférées à ce qui était alors le Musée archéologique de Barcelone pour être restaurées.
En 2005, une tête de la Méduse vieille d’environ 1 800 ans a été découverte. Il s'agissait d'une découverte exceptionnelle en Catalogne, une sculpture en excellent grès patiné qui imitait la peau du visage a été conservée, et les cheveux sont également très détaillés.

## Galerie

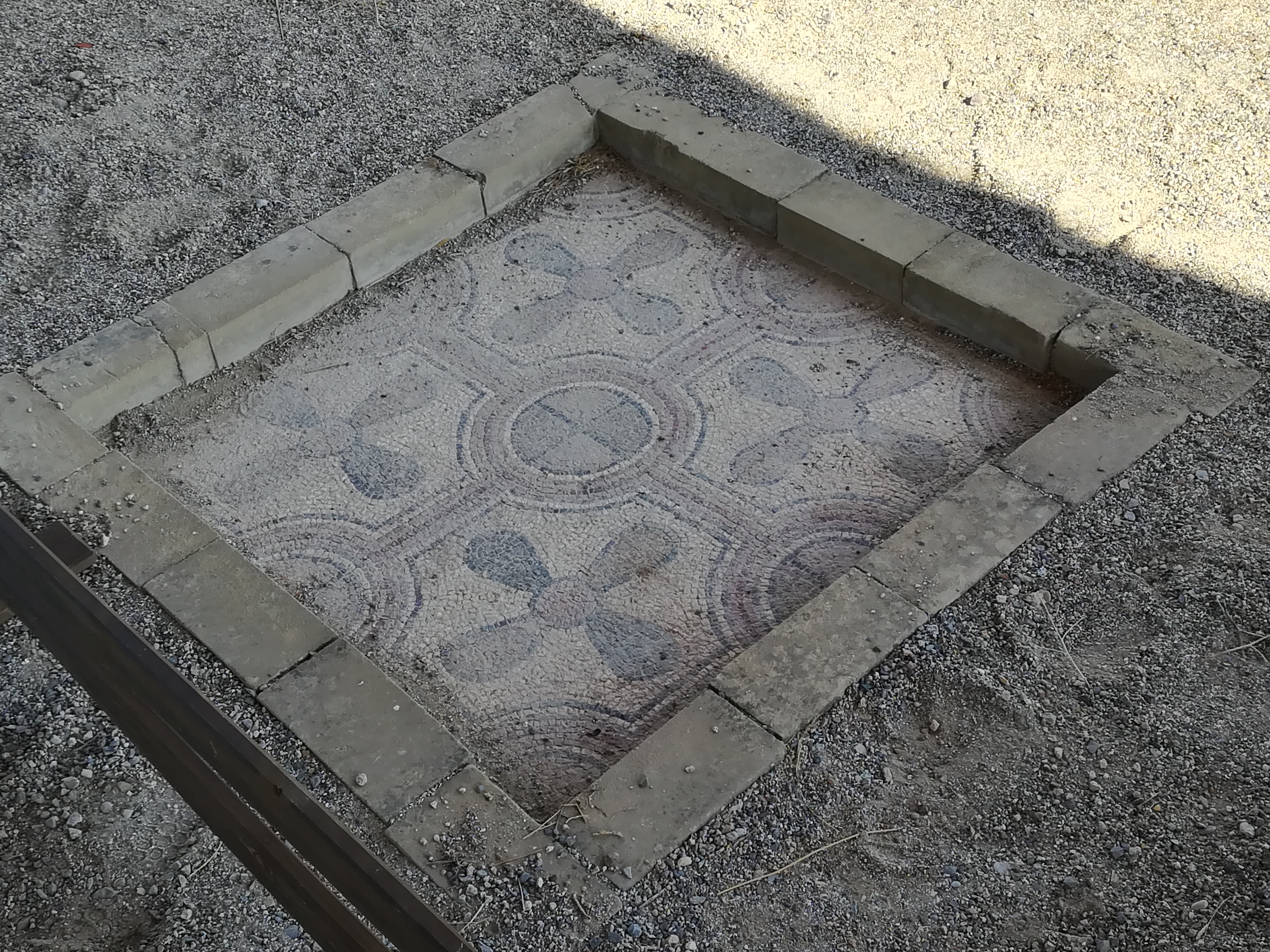
Mosaïque (galerie sud).
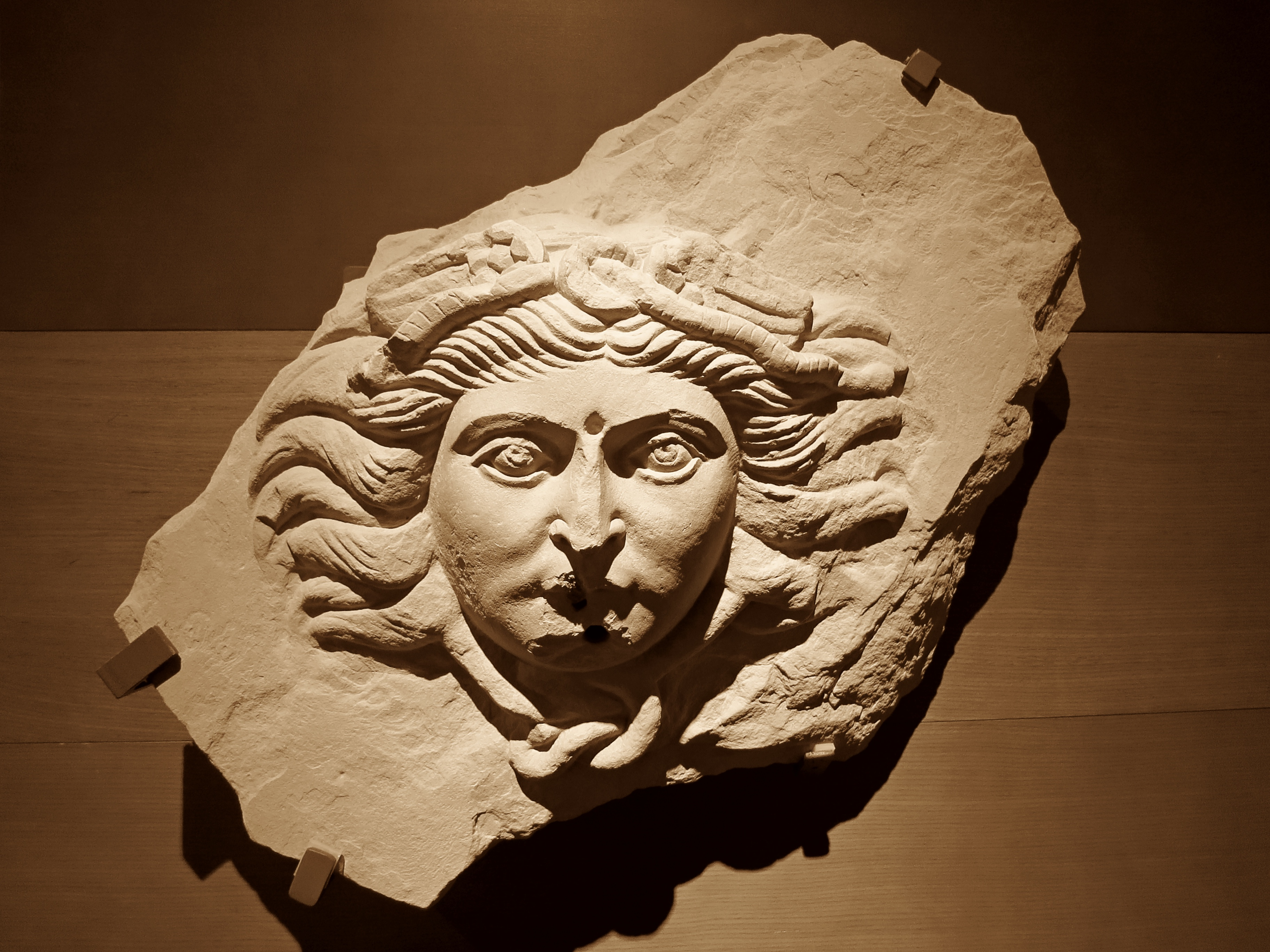
Méduse.